# Bernald Alfaro
Bernald Alfaro Alfaro (ur. 26 stycznia 1997 w Alajueli) – kostarykański piłkarz występujący na pozycji defensywnego pomocnika, reprezentant Kostaryki, od 2023 roku zawodnik Cartaginés.